# Улаан-Тайга
Улаан-Тайга (монг. Улаан Тайга, букв. Красная Тайга) — горный хребет на территории Монголии. Расположен между Дархадской котловиной и границей с Россией. Проходит по территории сомонов Улаан-Уул, Цагааннуур и Баянзурхэ. Высочайшие вершины: Лам-Тайга (2619 м), Бэлчир (3351 м). На хребте берут начало реки Шишгид-Гол, Дэлгэр-Мурэн. На части хребта, примыкающей к границе Монголии, организован заповедник.